# Georg Hans Emmo Wolfgang Hieronymus
Georg Hans Emmo Wolfgang Hieronymus, född den 15 februari 1846 i Schöneiche, död den 18 januari 1921 i Berlin, var en tysk botaniker som var specialiserad på ormbunksväxter och alger.
Han studerade medicin i Zürich och Bern mellan 1868 och 1870, då han istället intresserade sig för botanik, vilket han studerade vid Martin-Luther-Universität Halle-Wittenberg och erhöll sin doktorstitel där 1872. Hieronymus var professor i botanik i Córdoba i Argentina mellan 1874 och 1883. Under tiden i Sydamerika undersökte han den inhemska floran i Argentina, Bolivia, Brasilien och Uruguay. Han återvände till Tyskland 1883 och bedrev privata botaniska studier i Breslau till 1892. Från 1892 och fram till kort före sin död arbetade han som kurator vid Botanischer Garten Berlins museum. Hieronymus var redaktör för den botaniska tidskriften Hedwigia under 28 år.